# Rita Indiana
Rita Indiana Hernández Sánchez (11 de junio de 1977, Santo Domingo, República Dominicana) es una escritora, compositora y cantante dominicana. En 2011, fue seleccionada por el diario El País como una de las 100 personalidades latinas más influyentes.

## Biografía
Nació en Santo Domingo el 11 de junio de 1977. Es sobrina nieta de la soprano Ivonne Haza del Castillo y trastataranieta del poeta y prócer de la Guerra de la Restauración Manuel Rodríguez Objío. También es prima segunda del periodista Óscar Haza y del político Víctor Bisonó Haza; ella fue bautizada en honor a su bisabuela Rita Indiana del Castillo y Rodríguez-Objío.
Inició su carrera publicando poesía en la revista Vetas, para luego pasar al campo de la narrativa. Su primer libro fue Rumiantes (1998), un revelador conjunto de relatos con aprestos postmodernos sobre la cotidianidad en una isla. Su lanzamiento como escritora, sin embargo, se produjo con sus novelas. Publicó La estrategia de Chochueca (2000) y Papi (2005), donde la creación literaria se nutre de los giros coloquiales del lenguaje marginal y popular dominicano a partir de la voz de una niña.
Años después, decidió explorar la música popular dominicana mediante una reinvención del merengue en su forma dance, a través de sus composiciones e interpretaciones con su agrupación “Los misterios”. Con su banda, Rita se presentó en el célebre "S.O.B.S" de la ciudad de Nueva York. Sus canciones abarcan desde temas de interés social hasta la heterodoxia sexual. Ha manifestado públicamente su homosexualidad.
En el 2011 el periódico español El País la declaró como una de las 100 personalidades del mundo latinoamericano.
Algunas de sus canciones han sido recreadas por importantes intérpretes de la canción latinoamericana como Julieta Venegas y Calle 13. Actualmente (2021) reside en Nueva York. Su novela Nombres y animales (2013) fue traducida al italiano (I gatti non hanno nome), La mucama de Omicunlé (2015) al alemán (Tentakel) y al inglés (Tentacle), y Hecho en Saturno (2018) también al inglés.
Sus primeros libros —Rumiantes (1998), Ciencia succión (2000)—, así como su performance Azúcal y sus poemas iniciales, fueron compilados por Ediciones Cielonaranja bajo el título Cuentos y poemas (1998-2003).

## Libros publicados
Cuento
- Rumiantes, Edición de autor, Santo Domingo, 1998.
- Ciencia Succión, Amigo del hogar, Santo Domingo, 2001.
- Cuentos y poemas (1998-2003), Ediciones Cielonaranja, Santo Domingo, 2017.
- Los trajes, Ediciones Cielonaranja, Santo Domingo, 2021.

Novela
- La estrategia de Chochueca, Riann, Santo Domingo, 2000.
- Papi, Vértigo, 2005; Periférica, 2011.
- Nombres y animales, Periférica, 2013.
- La mucama de Omicunlé, Periférica, 2015.
- Hecho en Saturno, Periférica, 2018.
- Asmodeo, Periférica, 2024.

Sobre Rita Indiana
- Archivos de Rita Indiana, Fernanda Bustamante Escalona, editora, Ediciones Cielonaranja, Santo Domingo, 2017.

## Discografía
- Demos (2009)
- El juidero (2010)[21][22]
- Mandinga Times (2020)[23]

## Canciones lanzadas
- "El Blu del Ping Pong"
- "La Hora de Volvé"
- "Jardinera"
- "Equeibol"
- "El Juidero"
- "Oigo Voces"
- "Flores de Fuego"
- "Da Pa Lo Do"
- "Como un ladrón en la noche"
- "Bajito a selva*"
- "Maldito Feisbu"
- "El Castigador"
- "Como un dragón"
- "El Zahir"
- "Miedo"